# Phòng thiết kế chế tạo máy đặc biệt
JSC Phòng thiết kế chế tạo máy đặc biệt (Bureau for Special Machine-Building) (KB SM; tiếng Nga: КБ СМ, Конструкторское бюро специального машиностроения) là một công ty chuyên chế tạo tên lửa của Liên Xô-Nga. Hiện nay nó là công ty con thuộc Almaz-Antey.
KB SM đã phát triển và sản xuất nhiều hệ thống tên lửa phòng không, tên lửa hải quân, và tên lửa chiến thuật.
Hiện nay, KB SM phát triển các thùng chứa bằng bê tông cốt thép để lưu trữ lâu dài và vận chuyển nhiên liệu hạt nhân đã qua sử dụng và các nhà máy điện hạt nhân trên tàu TUK108/1. KB SM chịu trách nhiệm chế tạo các cần trục đường sắt tải trọng 80 tấn hoặc 150 tấn cho Bộ Đường sắt Liên Xô / Nga.

## Lịch sử
Được thành lập theo lệnh của Ủy ban vũ trang nhân dân số 110 vào ngày 21 tháng 3 năm 1945 theo sắc lệnh của Ủy ban Quốc phòng Liên Xô số. 7739 vào ngày 08 tháng 3 năm 1945, dưới tên Cục thiết kế pháo binh hải quân - MATsBK (tiếng Nga: МАЦКБ, Морское артиллерийское центральное конструкторское бюро), nó là một phân viện có trụ sở tại Leningrad của Phòng thiết kế pháo binh trung ương Grabin.
Kể từ năm 1948 phòng thiết kế đổi tên thành Cục thiết kế trung ương số 34 (CKB-34) và từ năm 1966 là KBSM (Cục thiết kế máy, tiếng Nga: Конструкторским бюро средств механизации). Từ năm 1989, cục thiết kế mang tên như hiện nay, Spetsmash (hay KB SM). Ilya Ivanov, nhà thiết kế pháo binh và tên lửa, là viện trưởng. Sau năm 1959, viện trưởng của viện thiết kế là A.M. Shakhov (1959—1974), S. P. Kovalis (1974—1987), và N. A. Trofimov (1987—2007).

## Link ngoài
- (bằng tiếng Nga) Official site of KB SM (кбсм.рф)
- KBSM: Ensuring reliable launches Lưu trữ ngày 29 tháng 6 năm 2013 tại archive.today
- (bằng tiếng Nga) KBSM on Almaz-Antey website